# Place de la Rotonde
La place de la Rotonde est une voie piétonne souterraine située dans le 1er arrondissement de Paris, en France.

## Situation et accès
La place de la Rotonde est une voie publique souterraine du Forum des Halles située l’extrémité ouest de la rue du Cinéma.
Cette place, sensiblement en forme de rotonde, est située au niveau -3 sous le jardin des Halles. Une déclivité permet d’accéder à la rue du Cinéma (ex- Grande Galerie) qui est légèrement plus haut.

## Origine du nom

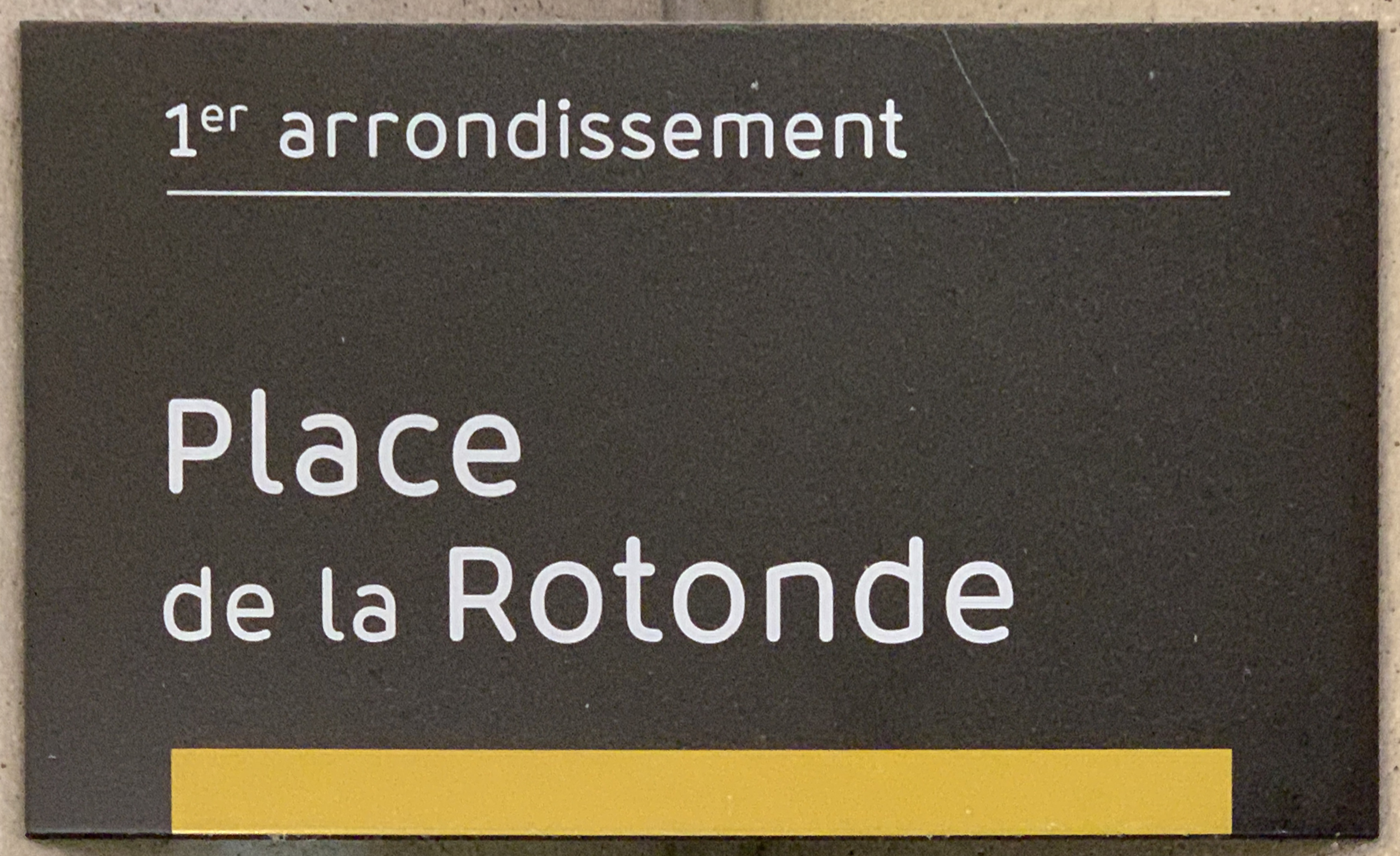
Plaque de la place.

Elle porte ce nom en raison de sa forme.

## Historique
Cette place a été créée lors de l’aménagement du secteur ouest des Halles (Forum des Halles).
La place de la Rotonde a été dénommée par l’arrêté municipal du 26 août 1985.

## Bâtiments remarquables et lieux de mémoire
- No 4 : entrée du gymnase Suzanne-Berlioux.
- No 10 : entrée de la piscine Suzanne-Berlioux.
- « Place de la Rotonde [1],[2] » : adresse du cinéma UGC Ciné Cité Les Halles. En 2012, c’était l’emplacement des caisses, l’entrée des salles se faisait par la porte du Jour.